# Адъюнкт
Адъю́нкт (нем. Adjunkt, от лат. adjunctus «присоединённый») — должность или звание помощника или заместителя в различных областях.
Термином «адъюнкт» иногда переводится фр. adjoint, который обычно означает «ассистент» или «помощник». Во Франции так называются помощники мэров. Кроме того, название adjoints носят некоторые низшие чиновники во французском военном управлении.

## Протестантизм
В протестантской церкви адъюнктом называется помощник пастора, имеющий право совершать богослужение и требы (аналогичная должность — викарий). В частности, адъюнкт приставляется к пожилому лицу духовного звания, которое уже не в состоянии исполнять своих обязанностей во всём их объёме.

## Образование и наука
В ряде стран Западной Европы и в Российской империи в некоторых университетах и академиях адъюнктом называется младшая учёная должность — должность лица, проходящего научную стажировку, помощника профессора.

### В Петербургской академии наук
В Российской империи адъюнкт был помощником профессора (академика) Петербургской академии наук. Изначально такие лица назывались просто помощниками из студентов, в обязанности которых входило преподавание в Академической гимназии. Впоследствии адъюнкты представляли собой одну из категорий членов академии. Адъюнктом, или адъюнкт-профессором назывался заместитель или помощник профессора при кафедре, его второй заместитель как руководителя научной кафедры, обязанность которого состоит преимущественно в том, чтобы помогать главному её представителю (профессору) и замещать его. Должность существовала до общего университетского устава 1863 года, этим уставом адъюнкты были упразднены, а вместо них введены штатные доценты. Были адъюнкты и в некоторых других высших учебных заведениях.

### В университетах Российской империи
Адъюнкт — преподавательская должность, была введена в Московском университете (1755), первоначально вне уставных законоположений, по аналогии с практикой европейских университетов. В штатную структуру университетов введена по Уставу 1804 года.
Адъюнкт выполнял обязанности помощника ординарного профессора кафедры, заменял его в случае отсутствия или болезни, имел право читать собственный университетский курс в рамках кафедры. Избрание на должность адъюнкта осуществлялось тайным голосованием на заседании Совета университета, утверждалось министром народного просвещения (с 1835 года министр имел право самостоятельно назначать адъюнктов на вакантные места). Вместе с профессорами адъюнкт мог принимать участие в заседаниях Совета университета и голосовать по учебным вопросам, однако не имел права голосовать при выборе на университетские должности.
С 1835 года для занятия должности адъюнкта требовалась учёная степень магистра. Вступающим в должность адъюнкта присваивался чин 8-го класса (коллежский асессор). Отличившиеся адъюнкты могли представляться Советом университета к занятию должности экстраординарного профессора.
Университетским уставом 1863 года должность адъюнкта была упразднена, а вместо неё введена штатная должность доцента, в свою очередь упразднённая Уставом 1884 года.

### В Вооружённых силах СССР и РФ
В СССР с 1938 года адъюнктом назывался и сейчас в Российской Федерации называется военнослужащий офицерского состава, готовящийся к научной или научно-педагогической деятельности в адъюнктуре при высшем военно-учебном заведении или научно-исследовательском учреждении Вооружённых сил или МВД. Одной из целей адъюнктуры является защита диссертации на соискание учёной степени кандидата наук. Адъюнктура является военным аналогом аспирантуры.

### В общественных академиях РФ
Адъюнкт — один из возможных статусов физических лиц в некоторых общественных академиях наук, созданных на постсоветском пространстве. Обычно такой статус получают представители учащейся молодёжи, молодые учёные и специалисты.